# Konventionen om hälso- och säkerhetsföreskrifter i gruvor
Konventionen om hälso- och säkerhetsföreskrifter i gruvor (ILO:s konvention nr 176 om hälso- och säkerhetsföreskrifter i gruvor, Safety and Health in Mines Convention) är en konvention som antogs av Internationella arbetsorganisationen (ILO) den 22 juni 1995. Konventionen ålägger medlemsstaterna att etablera fungerande föreskrifter för arbetsmiljön i gruvor.
I juli 2014 hade 29 av ILO:s 183 medlemsstater ratificerat konventionen.